# Fazenda Jambeiro

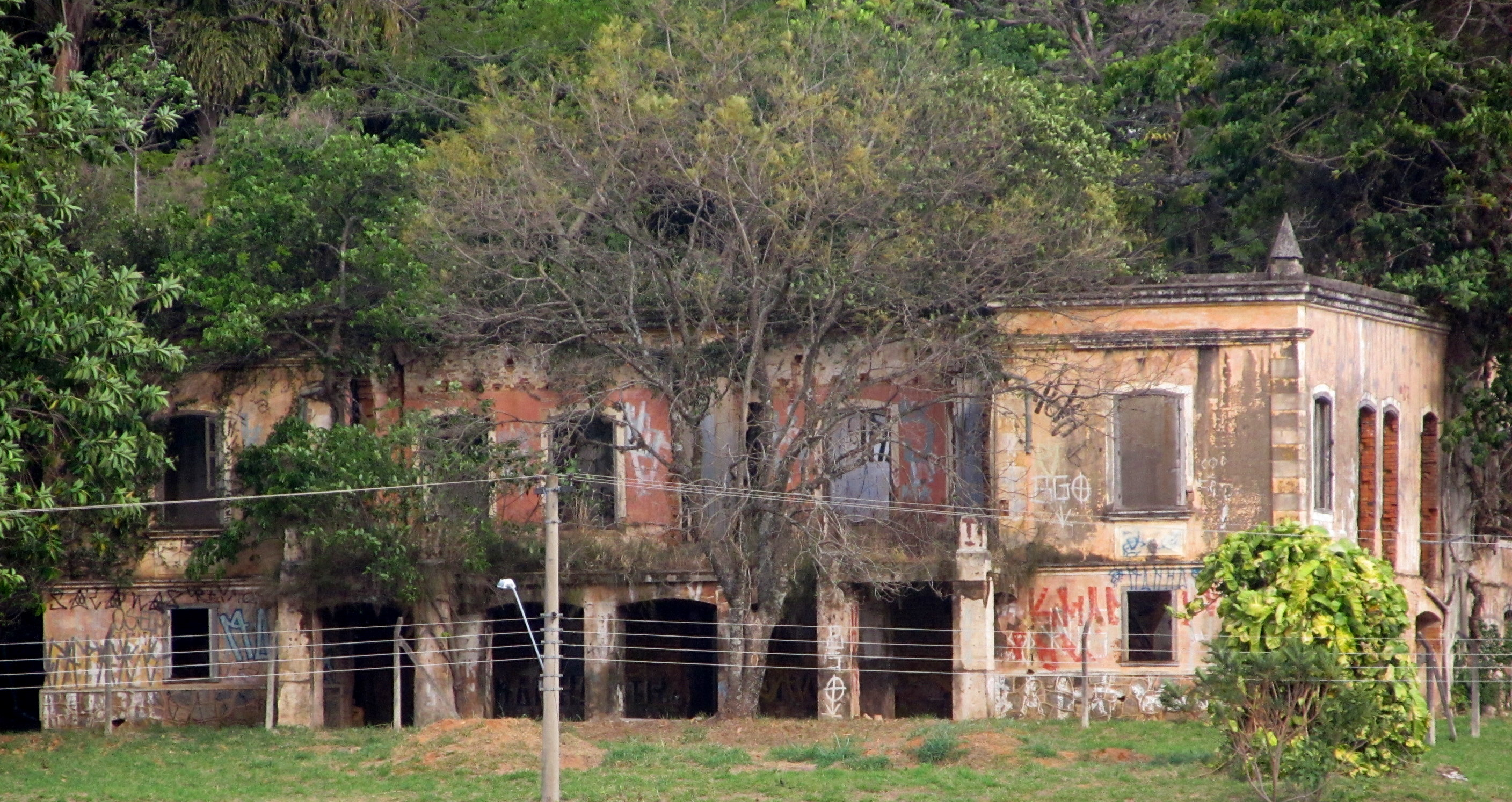
Sede da Fazenda Jambeiro construída em 1897, nos dias de hoje.

A Fazenda Jambeiro, em Campinas, surgiu a partir da divisão de terras da sesmaria do alferes José Rodrigues Ferraz do Amaral, que veio de Itu para Campinas atuar como coletor de impostos da Corte Portuguesa e no ano de 1802 comprou as terras de José Antonio de Figueiró e Isabel Correia da Cunha, por 260 mil réis. Na literatura histórica, a área foi descrita como “Um sítio e terras a eles (Figueiró e Isabel) pertencentes, na paragem chamada Sete Quedas”.
Criada por ocasião do casamento de Thereza Michelina Pompeu do Amaral (nascida em fevereiro de 1800 era a filha mais velha de José Rodrigues) com Antonio Pompeu de Camargo (Sênior) no ano de 1823, neste ano foi construído o primeiro Casarão Sede. Nos primeiros anos a cultura de cana de açúcar era predominante em Campinas , somente a partir dos anos de 1840 passou ao plantio de café. Porém, a de se notar que seu marido veio a falecer em 1836, deixando para Thereza uma rica herança visto que Antonio era um próspero comerciante de mercadorias que trocava por ouro das Minas de Goyazes . Em 1850 as indicações mostravam como uma das mulheres mais ricas da Cidade. Após o falecimento desta em 1881 a fazenda foi herdada por Antonio Pompeu de Camargo (Filho) que veio a falecer 3 anos mais tarde em 1884, a partir de 1885 passa a ser administrada por Herculano Pompeu de Camargo (filho mais novo de Antonio Pompeu de Camargo), atingindo a produção 90 mil pés de café, ele também dispensou seus escravos antes da Lei Áurea (Libertação dos Escravos), e passou a utilizar mão de obra de colonos europeus. Este proprietário construiu a  requintada casa-sede no ano de 1897 com projeto de inspiração francesa feita pelo arquiteto campineiro Francisco de Paula Ramos de Azevedo, que possuía requintes como iluminação de gás acetileno em seus cômodos, água corrente e rede de esgotos, linha telefônica, pintura em Trompe-l'oeil nos salões internos, revestimentos em azulejos franceses, pisos hidráulicos belgas e um riquíssimo lustre em seu salão principal. (Processo de Tombamento do Casarão do Jambeiro - CONDEPACC)
Em 1907 Herculano teve problemas com a divisão do espólio de seu pai pois como havia herdeiros aínda menores de idade, somente ao atingir a maioridade houve a partilha da herança (fonte - Carta de próprio punho de Herculano, de propriedade de herdeiros), e teve que desocupar a Fazenda Jambeiro, indo morar na Fazenda Capivari. O que lhe causou sérios problemas financeiros. A Fazenda Jambeiro foi a Leilão, juntamente com outros patrimônios de Antônio Pompéu de Camargo. 
No ano de 1914 pertencia a José de Queirós Aranha, com 70 alqueires de terras e 100 mil pés de café. Nos anos 20, o italiano Giuseppe Tizziani adquiriu a Fazenda, permanecendo até os anos 40. Em 1950 foi utilizada para a produção de algodão pelo empresário americano John Edward Hoen, que veio a falecer junto com seu sócio brasileiro em um acidente de avião. Em 1960 passou a ser propriedade de Maria de Lurdes da Silva Prado, que ao falecer foi herdada por sua filha Maria Cecília da Silva Prado, que não tinha interesse pela Fazenda Jambeiro e imediatamente colocou as terras para serem loteadas, o loteamento é conhecido como Parque Jambeiro, foi ela também que determinou a demolição do Casarão sede, porém após terem derrubado várias paredes, portas e janelas, a demolição foi flagrada por fiscais que embargaram-na sob pena de multa. A partir daí o Casarão passou para a administração da Prefeitura como acerto de pagamentos de impostos atrasados, e foi então que entrou em processo de degradação com a queda dos telhados, demolição parcial de outras paredes feitas pelos próprios funcionários da Prefeitura, etc. Hoje encontra-se em estado deplorável e sem verbas para a manutenção deste Patrimônio.
Nunca hospedou O Imperador Dom Pedro II, pois o mesmo havia falecido no exílio em Paris em 1891, ou seja, seis anos antes do Casarão existir. Poderia haver confusão o fato de Thereza Michelina ter construído em 1846 um Sobrado na esquina da Rua Barão de Jaguara e General Osório e ter hospedado Dom Pedro II e a Imperatriz Thereza Cristina quando os mesmo estiveram em Campinas no ano de 1875 (Fonte - Carta de parentes que citam o trabalho de  Thereza Michelina em cuidar dos preparativos para receber a Visita Real em seu Sobrado). A primeira proprietária da Fazenda Jambeiro morou no seu elegante Sobrado no Centro de Campinas até sua morte. Seu irmão Joaquim Bonifácio do Amaral, o Visconde de Indaiatuba, herdou o mesmo mas veio a falecer em 1884.
Tombada pelo Conselho Municipal de Defesa do Patrimônio Cultural de Campinas (Condepacc) com a finalidade da reforma da lendário casarão do atual Parque Jambeiro, destinando-a a um centro de cultura para a população.